# Expend4bles: Postr4datelní
Expend4bles: Postr4datelní (též Postradatelní 4, v anglickém originále Expend4bles, též The Expendables 4) je americký akční film z roku 2023 a čtvrtý díl série Expendables. Ve filmu hraje herecký ansámbl ve složení Jason Statham, Sylvester Stallone, Curtis „50 Cent“ Jackson, Megan Fox, Dolph Lundgren, Tony Jaa, Iko Uwais, Randy Couture a Andy Garcia. Film režíroval Scott Waugh podle scénáře Kurta Wimmera, Tada Daggerharta a Maxe D. Adamse podle námětu Spensera Cohena, Wimmera a Daggerharta. Rozpočet činil 100 milionů dolarů.
Expend4bles byli uvedeni do kin v Číně 15. září 2023 a ve Spojených státech o týden později, a to společností Lionsgate. Film získal negativní hodnocení kritiků, kteří chválili Stathamův výkon a akční sekvence, ale kritizovali scénář, Stalloneův omezený čas na plátně, režii, některé nové postavy a vizuální efekty. Film celosvětově utržil 51 milionů dolarů, což z něj dělá kasovní propadák. Film byl nominován na sedm Zlatých malin a získal dvě, a to za nejhoršího herce ve vedlejší roli a nejhorší herečku ve vedlejší roli.

## Děj
Expendables jsou vysláni do Libye, aby zabránili žoldákovi Rahmatovi ukrást jaderné hlavice pro teroristu jménem Ocelot. Tým vede Barney Ross, spolu s Leeem Christmasem, Toll Roadem, Gunnerem Jensenem a nováčky Easy Dayem a Galanem. Při misi jsou však jejich vozidla zničena a Rahmat sestřelí jejich letadlo. Tým v troskách najde ohořelé tělo, identifikované jako Barney podle prstenu.
Na Barneyho pohřbu agent CIA Marsh oznámí, že mise bude pokračovat bez Christmase, který ohrozil tým. Nahradí ho Gina, jeho bývalá partnerka, která přivede nového člena Lashe. Tým míří do Asie, netuší však, že je sleduje Christmas, jenž skryl sledovací zařízení v Ginině pupíku. Po Barneyho smrti se odhalí tajný spis s očitým svědkem, který může odhalit Ocelota.
Ocelot plánuje rozpoutat třetí světovou válku odpálením jaderných hlavic na ruském Dálném východě z lodi maskované jako americká letadlová loď. Tým i Marsh jsou při pokusu o zásah zajati. Marsh je odveden kvůli výměně svědka.
Mezitím Christmas odcestuje do Thajska za bývalým členem Expendabls Dechou, který se zřekl násilí, ale souhlasí s pomocí. Spolu proniknou na loď, kde Christmas zlikviduje Rahmata a zachraní tým. Toll je těžce zraněn, a tak se tým vrací na Dechovu loď.
Při výměně Marsh zabije svědka, čímž se odhalí jako Ocelot, který chce válku zpeněžit. Christmas zůstává, aby otočil loď a zabránil konfliktu, ale zasáhne živý Barney, který fingoval smrt. Společně uniknou výbuchu a oslavují se zbytkem týmu.